# 10 (album Rafiego)
10 – drugi album solowy polskiego rapera Rafiego. Wydawnictwo ukazało się 6 maja 2013 roku nakładem wytwórni muzycznej Szpadyzor Records. Produkcji nagrań podjęli się: Ceha, Dolun, Julas, Mixer, Pantomas, RDKa, RX, Rudy oraz Snake.
Album dotarł do 31. miejsca zestawienia OLiS.

## Lista utworów
Opracowano na podstawie materiału źródłowego.
1. „Intro” (produkcja: Ceha, scratche: DJ Taek) – 1:47
2. „Słuchaj” (produkcja: Rudy, gościnnie: RY23 i Koni) – 3:47
3. „Robię rap” (produkcja: RDKa) – 3:43
4. „Potwór” (produkcja: Pantomas) – 4:12
5. „Zajawka” (produkcja: RDKa, gościnnie: Barney, scratche: DJ Polar) – 3:49
6. „Łatwe życie” (produkcja: RX) – 2:58
7. „Trzęsienie ziemi” (produkcja: Ceha) – 3:26
8. „Buteleczka (Skit)” (produkcja: Mixer) – 2:20
9. „On i ona” (produkcja: Snake, scratche: DJ Taek) – 4:06
10. „Hip hop nie umarł” (produkcja: Ceha, gościnnie: Ezdode) – 3:12
11. „Arkadia” (produkcja: Julas, gościnnie: Czaper, Kubiszew) – 3:49
12. „Kameleon” (produkcja: Snake, gościnnie: Rudi) – 4:07
13. „Zwycięstwo” (produkcja: Dolun) – 3:24
14. „Weekend” (produkcja: Snake, scratche: DJ Soina) – 3:55
15. „Anioł” (produkcja: Mixer, gościnnie: Kroolik Underwood) – 3:18
16. „Plemię” (produkcja: Ceha) – 2:43
17. „Kołysanka” (produkcja: RDKa) – 2:53
18. „To jest ten moment” (produkcja: Dolun, gościnnie: Buczer, scratche: DJ Taek) – 3:23